# 로카디보테
로카디보테(이탈리아어: Rocca di Botte)는 이탈리아 아브루초주 라퀼라도에 있는 코무네이다.